# When Two Worlds Collide (film)
Pour l'album de Jerry Lee Lewis, voir When Two Worlds Collide.
Pour plus de détails, voir Fiche technique et Distribution.
When Two Worlds Collide est un film péruvien réalisé par Heidi Brandenburg et Mathew Orzel, sorti en 2016.

## Synopsis
Le documentaire suit un activiste indigène qui combat les grandes firmes qui détruisent la forêt amazonienne.

## Fiche technique
- Titre : When Two Worlds Collide
- Réalisation : Heidi Brandenburg, Mathew Orzel
- Musique : H. Scott Salinas
- Photographie : Heidi Brandenburg et Mathew Orzel
- Montage : Carla Gutierrez
- Production : Heidi Brandenburg, Mathew Orzel et Taira Akbar
- Société de production : Yachaywasi Films
- Société de distribution : First Run Features (États-Unis)
- Pays :  Pérou,  États-Unis et  Royaume-Uni
- Genre : Documentaire
- Durée : 103 minutes
- Dates de sortie : 
  -  États-Unis : 22 janvier 2016 (festival du film de Sundance)

## Accueil
Le film a reçu un accueil favorable de la critique. Il obtient un score moyen de 71 % sur Metacritic.